# Myrsidea latifrons
Myrsidea latifrons är en insektsart som först beskrevs av Melbourne Armstrong Carriker Jr. och Schull 1910.  Myrsidea latifrons ingår i släktet sadellöss, och familjen spolätare. Arten är reproducerande i Sverige.